# ラファエル・フェルナンデス
ラファエル・ミランダ・フェルナンデス（ポルトガル語: Rafael Miranda Fernandes, 1986年4月23日 - ）は、ブラジルのサンパウロ州サンパウロ出身の元プロ野球選手（投手）、通訳。右投げ右打ち。
ポルトガル語（ブラジルポルトガル語）発音では「ハッファエル・ミランダ・フェルナンジェス」となる。
北海道日本ハムファイターズや福岡ソフトバンクホークスで球団職員として、スペイン語の通訳を務め、2024年からは千葉ロッテマリーンズの通訳兼打撃投手を務めている。

## 経歴

### プロ入りまで
ブラジルのヤクルト野球アカデミーの卒業生。10歳のときに外野手として野球を始めた。もともとは左利きであったが、「野球は右でやるもの」と思っており右投げ右打ちとなる。カントリーキッズ高校時代はエースとして3度の全国優勝を経験した。
卒業時はメジャーリーグの2球団から声がかかったが、「高いレベルで野球がしたい」という本人の希望もあって卒業と同時に来日し、ブラジルと交流のある白鷗大学に入学した。
大学時代は関甲新学生野球リーグの公式戦に登板したが、4年間を通じて、わずか2勝を挙げただけにとどまった。しかし、最速151km/hの直球をNPB球団のスカウトが高く評価。後述の通り日本人選手として扱われるため、2008年10月30日に行われたドラフト会議で指名の対象に入り、東京ヤクルトスワローズから育成1位指名を受け、支度金300万円、年俸350万円（金額は推定）という条件で、育成選手として入団した。背番号は115。白鷗大学への進学で一緒に来日した友人を事故で亡くしたことから、入団の際には「友人のためにも活躍したい」と述べていた。

### ヤクルト時代
2011年は、6月17日に支配下選手契約へ移行するとともに、背番号を66へ変更。8月6日の対阪神タイガース戦（京セラドーム大阪）8回裏に救援で一軍公式戦へのデビューを果たしたが、一軍ではこの登板だけでシーズンを終えた。
2012年は、7月1日の対阪神戦（明治神宮野球場）6回表に救援で登板。1回を無失点に抑えた末に、一軍公式戦での初勝利を挙げた。ヤクルトに育成契約で入団した後に、支配下登録選手として一軍公式戦に登板した投手が勝利を挙げた事例は初めてであった。シーズン終了後の11月には、自身と同じブラジル出身のチームメイトであった松元ユウイチや金伏ウーゴと共に、第3回ワールド・ベースボール・クラシック（WBC）予選のブラジル代表に選出。パナマ代表との間で争われた11月19日の本選出場決定戦では、先発投手として6回2安打無失点と好投したことによって、ブラジル代表のWBC本戦初出場に貢献した。
2013年は、レギュラーシーズン開幕前の3月に催された第3回WBCの本戦に、ブラジル代表として出場。3月2日には、日本代表との1次ラウンド第1戦に先発した。しかし、レギュラーシーズンでは一軍公式戦への登板機会がなく、10月1日に球団から戦力外通告を受けた。

### ヤクルト退団後
2014年は、母国・ブラジルへ戻り、アマチュアチーム「ニッポン・ブルージェイズ」でプレーし、アメリカやメキシコ、ベネズエラのチームからの連絡を待つと報じられた。
2015年3月10日、日本の独立リーグ・四国アイランドリーグplusに所属する愛媛マンダリンパイレーツへラファエル・ポロと共に入団することが発表された。その後、11月26日に自由契約選手として公示され、退団。
2016年は、山梨県を拠点に活動を開始したクラブチームのシンセリティー硬式野球クラブ（現：GOOD・JOB硬式野球部）に所属。その一方で、野球ブラジル代表の一員として、2017 ワールド・ベースボール・クラシック予選に出場した。代表チームが予選4組で敗退したことから、10月に再び来日したが、本人曰く「行き場がなくなってしまっていた」という理由で退部。事実上の現役引退を余儀なくされた。

### 日本ハム通訳時代
シンセリティー硬式野球部からの退部後は、野球とは無関係の仕事に就きながら、現役復帰を目指して自主トレーニングを続けていた。
2017年のシーズン途中に、白鷗大学時代の教授・栗山英樹が一軍監督を務める北海道日本ハムファイターズからの打診を受けて、球団職員として入団。母国のブラジルの公用語がポルトガル語でありながら、スペイン語を流暢に話せることから、スペイン語が公用語の国で出生した外国人選手（キューバ出身のヤディル・ドレイクなど）の通訳を務める。
その一方で、日本ハム球団への採用後も、現役復帰に向けたトレーニングを継続。2017年シーズン終了後の11月15日には、ブラジル代表のユニフォーム姿でMAZDA Zoom-Zoom スタジアム広島の12球団合同トライアウトに参加すると、対戦した4人の打者をいずれも無安打に抑えた。
2020年3月3日に退団を発表し、同12日からアリゾナ州で行われる第5回WBC予選のブラジル代表としてプレーすると報じられたが、新型コロナウイルスの感染拡大により試合はキャンセルとなった。

### 茨城時代
2020年5月29日、ベースボール・チャレンジ・リーグ（ルートインBCリーグ）の茨城アストロプラネッツに練習生として入団したことが発表された。その後、他の選手が負傷したことにより6月18日に正式な契約選手となり、6月20日のチーム開幕戦に3人目の投手として登板、1回を無失点に抑えた。しかし、7月以降は打ち込まれる試合が多く、現役復帰1年目は、5試合の先発登板を含む21試合に登板して、0勝3敗、防御率10.17という散々な成績でシーズンを終えた。
2021年は再度練習生契約となったが、開幕後の4月17日に再び契約選手となった。このシーズンは13試合に登板、0勝0敗、防御率9.72と前年と大差のない成績だった。
2021年9月26日、茨城アストロプラネッツから東京ヤクルトスワローズへ派遣され、新外国人ケリン・ホセ投手の通訳を11月30日まで担当することが発表された。
シーズン終了後の11月10日、茨城からの退団が発表された。ヤクルトへの通訳派遣も退団に伴い終了している。

### 茨城退団後
2022年からは、福岡ソフトバンクホークスにスペイン語通訳として在籍し、2023年限りで退団。
2024年からは、千葉ロッテマリーンズに英語通訳兼打撃投手として在籍する。

## プレースタイル
最速151km/hのストレートが武器。変化球の持ち球は、カットボール・スライダー・カーブ・チェンジアップなど。

## 人物・エピソード
ヨーロッパ系ブラジル人。サッカーには興味がわかず、クラスメートの日系ブラジル人の影響で野球に関心を持った。
ブラジル国籍しか保有していないが、日本の教育機関で規定年数以上の教育を受けた（白鷗大学に4年間在籍）ことから、NPBでは外国人枠の適用外とされ、日本人選手として登録されていた。
母国語のポルトガル語のほか、スペイン語や日本語も流暢に話せる。日本語は白鷗大学への入学を機に来日してから徐々に習得。スペイン語はブラジル・ヤクルト野球アカデミー時代のコーチがキューバ出身だったことから身に付いたという。
妻はひたちなか市出身の日本人で、2020年現在は同市内に居住している。
2021年に茨城の監督を務めたジョニー・セリスは、日本ハムでフェルナンデスの後任通訳だった。
2024年に球団スタッフとしてロッテに入団した同年に、新外国人投手で同姓のジュニオール・フェルナンデスも入団（綴りはFERNANDESとFERNANDEZで厳密には異なる）。通訳だけでなく打撃投手も兼任していることからラファエルにもユニフォームが与えられている中、春季キャンプでジュニオールのユニフォームのサイズが合わないトラブルが生じた際に、少々袖丈が短いながらも同姓のラファエルのユニフォームを貸してジュニオールが練習に臨む一幕があった。

## 詳細情報

### 年度別投手成績
| 年 度     | 球 団     | 登 板 | 先 発 | 完 投 | 完 封 | 無 四 球 | 勝 利 | 敗 戦 | セ 丨 ブ | ホ 丨 ル ド | 勝 率 | 打 者 | 投 球 回 | 被 安 打 | 被 本 塁 打 | 与 四 球 | 敬 遠 | 与 死 球 | 奪 三 振 | 暴 投 | ボ 丨 ク | 失 点 | 自 責 点 | 防 御 率 | W H I P |
| --------- | --------- | ----- | ----- | ----- | ----- | -------- | ----- | ----- | -------- | ----------- | ----- | ----- | -------- | -------- | ----------- | -------- | ----- | -------- | -------- | ----- | -------- | ----- | -------- | -------- | ------- |
| 2011      | ヤクルト  | 1     | 0     | 0     | 0     | 0        | 0     | 0     | 0        | 0           | ----  | 5     | 0.1      | 1        | 0           | 2        | 0     | 1        | 0        | 1     | 0        | 2     | 2        | 54.00    | 10.00   |
| 2012      | ヤクルト  | 9     | 0     | 0     | 0     | 0        | 1     | 0     | 0        | 0           | 1.000 | 61    | 12.2     | 15       | 2           | 9        | 0     | 1        | 4        | 0     | 0        | 10    | 10       | 7.11     | 1.90    |
| 通算：2年 | 通算：2年 | 10    | 0     | 0     | 0     | 0        | 1     | 0     | 0        | 0           | 1.000 | 66    | 13.0     | 16       | 2           | 11       | 0     | 2        | 4        | 1     | 0        | 12    | 12       | 8.31     | 2.08    |

### 記録

#### NPB
初記録
- 初登板：2011年8月6日、対阪神タイガース7回戦（京セラドーム大阪）、8回裏に3番手で救援登板、1/3回2失点
- 初奪三振：2012年6月29日、対阪神タイガース6回戦（明治神宮野球場）、4回表に新井貴浩から空振り三振
- 初勝利：2012年7月1日、対阪神タイガース8回戦（明治神宮野球場）、6回表に3番手で救援登板、1回無失点

### 独立リーグでの投手成績
| 年 度    | 球 団    | 登 板 | 先 発 | 完 投 | 完 封 | 無 四 球 | 勝 利 | 敗 戦 | セ 丨 ブ | ホ 丨 ル ド | 勝 率 | 打 者 | 投 球 回 | 被 安 打 | 被 本 塁 打 | 与 四 球 | 敬 遠 | 与 死 球 | 奪 三 振 | 暴 投 | ボ 丨 ク | 失 点 | 自 責 点 | 防 御 率 | W H I P |
| -------- | -------- | ----- | ----- | ----- | ----- | -------- | ----- | ----- | -------- | ----------- | ----- | ----- | -------- | -------- | ----------- | -------- | ----- | -------- | -------- | ----- | -------- | ----- | -------- | -------- | ------- |
| 2015     | 愛媛     | 14    | -     | 0     | 0     | 0        | 0     | 2     | 0        | -           | .000  | 150   | 34.1     | 28       | 2           | 22       | -     | 1        | 27       | 4     | 0        | 13    | 12       | 3.15     | 1.46    |
| 2020     | 茨城     | 21    | 5     | 0     | 0     | 0        | 0     | 3     | 0        | 0           | .000  | 143   | 25.2     | 33       | 4           | 33       | -     | 1        | 19       | 7     | 0        | 33    | 29       | 10.17    | 2.57    |
| 2021     | 茨城     | 13    | 0     | 0     | 0     | 0        | 0     | 0     | 0        | 0           | .000  | 49    | 8.1      | 7        | 2           | 19       | -     | 0        | 2        | 3     | 0        | 9     | 9        | 9.72     | 3.12    |
| IL：1年  | IL：1年  | 14    | -     | 0     | 0     | 0        | 0     | 2     | 0        | -           | .000  | 150   | 34.1     | 28       | 2           | 22       | -     | 1        | 27       | 4     | 0        | 13    | 12       | 3.15     | 1.46    |
| BCL：2年 | BCL：2年 | 34    | 5     | 0     | 0     | 0        | 0     | 3     | 0        | 0           | .000  | 192   | 34       | 40       | 6           | 52       | -     | 1        | 21       | 10    | 0        | 42    | 38       | 10.06    | 2.71    |

### 背番号
- 115（2009年 - 2011年6月16日）
- 66（2011年6月17日 - 2013年）
- 45（2015年）
- 99（2020年）
- 4（2021年）
- 109（2024年 - ）

### 代表歴
- 2013 ワールド・ベースボール・クラシック予選 ブラジル代表
- 2013 ワールド・ベースボール・クラシック・ブラジル代表
- 2017 ワールド・ベースボール・クラシック・ブラジル代表